# III Festival de Antofagasta
La III versión del Festival de Antofagasta llamado Viva Antofagasta, Viva el Verano 2011 se realizó los días 12 y 13 de febrero de 2011 en el Sitio Cero del Puerto de la ciudad de Antofagasta en Chile. El evento fue desarrollado por la Municipalidad de Antofagasta a través de la Corporación Cultural, junto a la productora CL Producciones. Además, fue transmitido íntegramente por la señal de televisión local Antofagasta TV y conducido por Antonio Vodanovic

## Desarrollo

### Sábado 12 de febrero
- Los Gustavos
- Los Tres
- Palta Meléndez (humorista)
- Américo

### Domingo 13 de febrero
- Trovadores del Sol
- Tiro de Gracia y Zaturno
- Oscar D'León
- La Sonora Palacios